# Bülent Ecevit
Mustafa Bülent Ecevit (28. května 1925 Istanbul – 5. listopadu 2006 Ankara) byl turecký politik, státník, básník, spisovatel, vědec a novinář, který byl v letech 1974–2002 čtyřikrát předsedou turecké vlády. Ve funkci předsedy vlády působil v letech 1974, 1977, 1978–79 a 1999–2002. V letech 1972–1980 stál Ecevit v čele Republikánské lidové strany (CHP), v roce 1989 se stal předsedou Strany demokratické levice (DSP). Zasloužil se o zavedení sociálnědemokratické politiky v Turecku tím, že syntetizoval kemalismus se sociální demokracií, čímž se sociální demokracie stala základním principem moderní kemalistické ideologie.
Ecevit zahájil svou politickou kariéru, když byl ve volbách v roce 1957 zvolen poslancem za CHP, a proslavil se jako ministr práce v kabinetech İsmeta İnönüho a reprezentoval sílící levicovou frakci CHP vedenou İnönüm. Ecevit se nakonec v roce 1972 stal vůdcem CHP; jeho vedení omladilo stranu tím, že oslovilo voliče z dělnické třídy a upevnilo její pozici „nalevo od středu“. Ecevit se stal premiérem v roce 1974, během svého mandátu odvolal zákaz pěstování opia a napadl Kypr. V letech 1977 a 1978–79 sestavil další dvě vlády, které se vyznačovaly rostoucí polarizací, patovými situacemi a politickým násilím, jež skončilo převratem v roce 1980.
Po převratu v roce 1980 byl Ecevit spolu s prominenty všech ostatních stran na 10 let vyloučen z politiky. Během zákazu byla založena Strana demokratické levice (DSP), které předsedala jeho manželka Rahşan Ecevitová. Když byl v roce 1987 na základě referenda politický život obnoven, postavil se do čela DSP. V době, kdy stál v čele přechodné vlády pro volby v roce 1999, byl v Keni zajat vůdce PKK Abdullah Öcalan, což DSP katapultovalo na první místo ve volbách. Koalice DSP-MHP-ANAP (1999–2002) zavedla důležité politické a hospodářské reformy a zahájila jednání o vstupu Turecka do Evropské unie. Odchod MHP z koalice vedl k pádu vlády a v následných předčasných volbách v roce 2002 byla DSP vyřazena z parlamentu, protože nebyla schopna překročit volební práh. Ecevit se v roce 2004 vzdal předsednictví strany. Zemřel v neděli 5. listopadu 2006 v důsledku selhání oběhového a dýchacího systému.